# Кайыршакты
Кайыршакты (каз. Қайыршақты, до 1993 г. — Калинино 2) — село в Тюлькубасском районе Туркестанской области Казахстана. Входит в состав Арысского сельского округа. Код КАТО — 516037200.

## Население
В 1999 году население села составляло 56 человек (32 мужчины и 24 женщины). По данным переписи 2009 года, в селе проживал 31 человек (16 мужчин и 15 женщин).